# Tuffi dalle grandi altezze ai campionati mondiali di nuoto 2023 - Femminile
La gara dei tuffi dalle grandi altezze femminile dei campionati mondiali di nuoto 2023 è stata disputata il 25 e 26 luglio 2023 presso il Seaside Momochi Beach Park di Fukuoka, in Giappone.  La gara, a cui hanno preso parte 20 atlete provenienti da 13 nazioni, si è svolta in un unico turno diviso in due giornate, in ognuna delle quali l'atleta ha eseguito due tuffi, per un totale di quattro. Il punteggio finale è dato dalla somma di tutti i tuffi.
La competizione è stata vinta dalla tuffatrice australiana Rhiannan Iffland, mentre l'argento e il bronzo sono andati rispettivamente alla canadese Molly Carlson e all'altra canadese Jessica Macaulay.

## Programma
| Data           | Ora (UTC+9) | Turno     |
| -------------- | ----------- | --------- |
| 25 luglio 2023 | 11:30       | Tuffi 1-2 |
| 26 luglio 2023 | 12:00       | Tuffo 3   |
| 26 luglio 2023 | 12:45       | Tuffo 4   |

## Risultati
| Pos.    | Atleta            | Nazionalità | Tuffo 1 | Tuffo 2 | Tuffo 3 | Tuffo 4 | Totale |
| ------- | ----------------- | ----------- | ------- | ------- | ------- | ------- | ------ |
| Oro     | Rhiannan Iffland  | Australia   | 66,30   | 94,60   | 90,10   | 106,40  | 357,40 |
| Argento | Molly Carlson     | Canada      | 58,50   | 92,00   | 79,90   | 92,40   | 322,80 |
| Bronzo  | Jessica Macaulay  | Canada      | 59,80   | 87,75   | 71,40   | 102,00  | 320,95 |
| 4       | Simone Leathead   | Canada      | 62,40   | 91,20   | 74,80   | 84,00   | 312,40 |
| 5       | Meili Carpenter   | Stati Uniti | 54,60   | 85,80   | 62,40   | 96,75   | 299,55 |
| 6       | Xantheia Pennisi  | Australia   | 49,40   | 68,00   | 81,60   | 91,20   | 290,20 |
| 7       | Maria Quintero    | Colombia    | 58,50   | 73,80   | 76,50   | 79,80   | 288,60 |
| 8       | Patricia Valente  | Brasile     | 50,70   | 72,20   | 74,80   | 66,50   | 264,20 |
| 9       | Elisa Cosetti     | Italia      | 55,90   | 51,30   | 76,50   | 74,80   | 258,50 |
| 10      | Ellie Smart       | Stati Uniti | 58,50   | 56,70   | 45,90   | 87,40   | 248,50 |
| 11      | Ginni van Katwijk | Paesi Bassi | 32,50   | 65,10   | 62,90   | 72,20   | 232,70 |
| 12      | Madeleine Bayon   | Francia     | 42,90   | 49,50   | 62,00   | 70,40   | 224,80 |
| 13      | Iris Schmidbauer  | Germania    | 53,30   | 38,70   | 62,90   | 60,90   | 215,80 |
| 14      | Maria Smirnov     | Stati Uniti | 53,30   | 52,70   | 56,10   | 46,25   | 208,35 |
| 15      | Alejandra Aguilar | Messico     | 46,80   | 62,70   | 39,15   | 56,10   | 204,75 |
| 16      | Susanna Fish      | Stati Uniti | 42,90   | 41,80   | 59,50   | 58,90   | 203,10 |
| 17      | Carlota González  | Spagna      | 58,50   | 71,30   | 47,60   | 25,60   | 203,00 |
| 18      | Morgane Herculano | Svizzera    | 39,00   | 44,20   | 67,20   | 45,90   | 196,30 |
| 19      | Emily Chinnock    | Australia   | 54,60   | 37,80   | 71,40   | 30,40   | 194,20 |
| 20      | Annika Bornebusch | Danimarca   | 31,20   | 48,00   | 49,50   | 59,40   | 188,10 |